# 2296 Kugultinov
Kugultinov (asteróide 2296) é um asteróide da cintura principal, a 2,646505 UA. Possui uma excentricidade de 0,1678367 e um período orbital de 2 071,54 dias (5,67 anos).
Kugultinov tem uma velocidade orbital média de 16,70169958 km/s e uma inclinação de 1,25632º.
Esse asteróide foi descoberto em 18 de Janeiro de 1975 por Lyudmila Chernykh.